# 讃岐薬品
讃岐薬品株式会社（さぬきやくひん）は、かつて存在した医薬品卸売業を展開する企業である。本社を香川県高松市田村町948番地に置いていた。
現在は東邦薬品グループの一社「幸燿」である。

## 概要
香川県の塩野義製薬の第一特約店は「三好吉太郎商店」であったが、1937年（昭和12年）頃から取引が停止し「岡内勧弘堂」「神原薬業」「氏家薬業」が主たる取引先となった。しかし氏家は販売力が弱く、神原は一般用医薬品のみの取引に留まっていた。岡内は県下最大の卸であったが、武田薬品製品の扱いを主力としていた。そのため、新たに塩野義製薬本体と同社元社員の出資により、讃岐薬品が設立された。
讃岐薬品の設立は、愛媛県における塩野義製薬全額出資による「愛薬」の設立にもつながっていく。徳島県では、塩野義製薬系卸「大阪薬品・徳島出張所」が基となり「徳島大薬」を設立させている。しかし、高知県では、老舗の「梅花堂薬品」が県下で積極的に塩野義製薬販売に力を注いでいたこともあり、塩野義製薬は新たに直系卸を設立しなかった。

## 会社概要
- 代表取締役社長 岡野一郎

## 大株主
- 塩野義製薬
- 岡野一郎
- 水野高司
- 木村久義
- 岡野祐二郎

## 沿革
- 1946年（昭和21年）4月 - 塩野義製薬の出資により、香川県高松市に讃岐薬品株式会社を創業
- 1963年（昭和38年）6月 - 大塚製薬と全国の主要卸業者が出資し、東京都に大鵬薬品工業株式会社が設立される。大鵬薬品は1県1社代理店制度を採用し、香川地区は讃岐薬品が独占販売契約を締結。
- 2001年（平成13年）10月 - オオモリ薬品四国株式会社・梅花堂薬品株式会社と業務提携
- 2002年（平成14年）4月 - オオモリ薬品四国・梅花堂薬品と合併し、株式会社幸燿に商号変更

## 営業所
- 香川県：高松市・善通寺市・小豆郡土庄町
- 愛媛県：新居浜市

## 主な取引メーカー
- 塩野義製薬
- 藤沢薬品
- 大鵬薬品
- 萬有製薬
- 大塚製薬
- 住友製薬

## トリビア
- 塩野義製薬の系列に属し、社章も同社の分銅マークに「S.Y.K.」を加えたものだった。また、1990年代初めまで営業車両には同社の主力商品である「ポポンS」のロゴが描かれており、社屋の屋上看板も「ポポンS」だった。

## 大鵬薬品設立の特約店一覧
| 社名                  | 社名                  | 取締役名     | 取締役名     | 取締役名     | 都道府県(本社) | 都道府県(本社) | 都道府県(本社) | 都道府県(本社) |
| 秋山愛生舘            | 秋山愛生舘            | 秋山康之進   | 秋山康之進   | 秋山康之進   | 北海道         | 北海道         | 北海道         | 北海道         |
| 鶴又原薬輔            | 鶴又原薬輔            | 原幸三       | 原幸三       | 原幸三       | 青森県         | 青森県         | 青森県         | 青森県         |
| 佐野商店              | 佐野商店              | 佐野謙一郎   | 佐野謙一郎   | 佐野謙一郎   | 秋田県         | 秋田県         | 秋田県         | 秋田県         |
| 小田島薬店            | 小田島薬店            | 小田島喜兵衛 | 小田島喜兵衛 | 小田島喜兵衛 | 岩手県         | 岩手県         | 岩手県         | 岩手県         |
| 工藤菊太郎薬局        | 工藤菊太郎薬局        | 工藤菊太郎   | 工藤菊太郎   | 工藤菊太郎   | 山形県         | 山形県         | 山形県         | 山形県         |
| 鈴彦商店              | 鈴彦商店              | 鈴木彦一     | 鈴木彦一     | 鈴木彦一     | 宮城県         | 宮城県         | 宮城県         | 宮城県         |
| 菅野商会              | 菅野商会              | 菅野祥四郎   | 菅野祥四郎   | 菅野祥四郎   | 福島県         | 福島県         | 福島県         | 福島県         |
| 東日本薬品            | 東日本薬品            | 岩崎三郎     | 岩崎三郎     | 岩崎三郎     | 茨城県         | 茨城県         | 茨城県         | 茨城県         |
| 中野薬局              | 中野薬局              | 中野佐平     | 中野佐平     | 中野佐平     | 栃木県         | 栃木県         | 栃木県         | 栃木県         |
| 廣瀬薬局              | 廣瀬薬局              | 廣瀬順作     | 廣瀬順作     | 廣瀬順作     | 山梨県         | 山梨県         | 山梨県         | 山梨県         |
| 岡野庄平商店          | 岡野庄平商店          | 岡野庄平     | 岡野庄平     | 岡野庄平     | 長野県         | 長野県         | 長野県         | 長野県         |
| 大木製薬              | 大木製薬              | 竹田繁       | 竹田繁       | 竹田繁       | 東京都         | 東京都         | 東京都         | 東京都         |
| 茂木薬品商会          | 茂木薬品商会          | 茂木清典     | 茂木清典     | 茂木清典     | 東京都         | 東京都         | 東京都         | 東京都         |
| 福神商店              | 福神商店              | 福神彰       | 福神彰       | 福神彰       | 東京都         | 東京都         | 東京都         | 東京都         |
| 東邦薬品              | 東邦薬品              | 松谷義範     | 松谷義範     | 松谷義範     | 東京都         | 東京都         | 東京都         | 東京都         |
| 横浜薬品              | 横浜薬品              | 鈴木正美     | 鈴木正美     | 鈴木正美     | 神奈川県       | 神奈川県       | 神奈川県       | 神奈川県       |
| 小川薬局              | 小川薬局              | 小川健二     | 小川健二     | 小川健二     | 群馬県         | 群馬県         | 群馬県         | 群馬県         |
| 大正堂                | 大正堂                | 岩崎光一     | 岩崎光一     | 岩崎光一     | 埼玉県         | 埼玉県         | 埼玉県         | 埼玉県         |
| 田中竹四郎商店        | 田中竹四郎商店        | 田中一郎     | 田中一郎     | 田中一郎     | 新潟県         | 新潟県         | 新潟県         | 新潟県         |
| 松井薬品              | 松井薬品              | 松井元三郎   | 松井元三郎   | 松井元三郎   | 富山県         | 富山県         | 富山県         | 富山県         |
| 福久屋石黒伝六商店    | 福久屋石黒伝六商店    | 石黒伝六     | 石黒伝六     | 石黒伝六     | 石川県         | 石川県         | 石川県         | 石川県         |
| 日建産業              | 日建産業              | 林弘         | 林弘         | 林弘         | 岐阜県         | 岐阜県         | 岐阜県         | 岐阜県         |
| 中北商店              | 中北商店              | 中北智久     | 中北智久     | 中北智久     | 愛知県         | 愛知県         | 愛知県         | 愛知県         |
| 中北商店・静岡営業所  | 中北商店・静岡営業所  | 中北鍬次郎   | 中北鍬次郎   | 中北鍬次郎   | 愛知県         | 愛知県         | 愛知県         | 愛知県         |
| 嶋路                  | 嶋路                  | 嶋路源蔵     | 嶋路源蔵     | 嶋路源蔵     | 京都府         | 京都府         | 京都府         | 京都府         |
| 山尾一二商店          | 山尾一二商店          | 山尾宗一     | 山尾宗一     | 山尾宗一     | 京都府         | 京都府         | 京都府         | 京都府         |
| 森田草楽堂            | 森田草楽堂            | 森田賢一郎   | 森田賢一郎   | 森田賢一郎   | 奈良県         | 奈良県         | 奈良県         | 奈良県         |
| 武村商事              | 武村商事              | 武村永三郎   | 武村永三郎   | 武村永三郎   | 大阪府         | 大阪府         | 大阪府         | 大阪府         |
| 丹平商事              | 丹平商事              | 岸本正一     | 岸本正一     | 岸本正一     | 大阪府         | 大阪府         | 大阪府         | 大阪府         |
| 田辺薬品              | 田辺薬品              | 田辺源三郎   | 田辺源三郎   | 田辺源三郎   | 大阪府         | 大阪府         | 大阪府         | 大阪府         |
| 三星堂                | 三星堂                | 上林英一     | 上林英一     | 上林英一     | 兵庫県         | 兵庫県         | 兵庫県         | 兵庫県         |
| 林源十郎商店          | 林源十郎商店          | 林平三郎     | 林平三郎     | 林平三郎     | 岡山県         | 岡山県         | 岡山県         | 岡山県         |
| 杉本薬品              | 杉本薬品              | 杉本一男     | 杉本一男     | 杉本一男     | 広島県         | 広島県         | 広島県         | 広島県         |
| 常盤薬品              | 常盤薬品              | 枝広省三     | 枝広省三     | 枝広省三     | 山口県         | 山口県         | 山口県         | 山口県         |
| 池田薬局              | 池田薬局              | 池田雄次郎   | 池田雄次郎   | 池田雄次郎   | 鳥取県         | 鳥取県         | 鳥取県         | 鳥取県         |
| 松本薬品              | 松本薬品              | 松本紀一     | 松本紀一     | 松本紀一     | 愛媛県         | 愛媛県         | 愛媛県         | 愛媛県         |
| 讃岐薬品              | 讃岐薬品              | 木村久義     | 木村久義     | 木村久義     | 香川県         | 香川県         | 香川県         | 香川県         |
| 梅花堂薬品            | 梅花堂薬品            | 正木応男     | 正木応男     | 正木応男     | 高知県         | 高知県         | 高知県         | 高知県         |
| 徳島大薬              | 徳島大薬              | 小西晴夫     | 小西晴夫     | 小西晴夫     | 徳島県         | 徳島県         | 徳島県         | 徳島県         |
| 小倉薬品              | 小倉薬品              | 吉村重喜     | 吉村重喜     | 吉村重喜     | 福岡県         | 福岡県         | 福岡県         | 福岡県         |
| 九宏薬品              | 九宏薬品              | 木瀬克己     | 木瀬克己     | 木瀬克己     | 福岡県         | 福岡県         | 福岡県         | 福岡県         |
| 西部薬品              | 西部薬品              | 辻庚一       | 辻庚一       | 辻庚一       | 佐賀県         | 佐賀県         | 佐賀県         | 佐賀県         |
| 東七商店              | 東七商店              | 東優一郎     | 東優一郎     | 東優一郎     | 長崎県         | 長崎県         | 長崎県         | 長崎県         |
| 富田薬品              | 富田薬品              | 富田哲生     | 富田哲生     | 富田哲生     | 熊本県         | 熊本県         | 熊本県         | 熊本県         |
| 富田薬品・福岡支店    | 富田薬品・福岡支店    | 富田浩三     | 富田浩三     | 富田浩三     | 熊本県         | 熊本県         | 熊本県         | 熊本県         |
| 吉村薬品              | 吉村薬品              | 吉村益次     | 吉村益次     | 吉村益次     | 大分県         | 大分県         | 大分県         | 大分県         |
| 宮崎吉村薬品          | 宮崎吉村薬品          | 吉村陸郎     | 吉村陸郎     | 吉村陸郎     | 宮崎県         | 宮崎県         | 宮崎県         | 宮崎県         |
| 富田薬品鹿児島支店    | 富田薬品鹿児島支店    | 富田康雄     | 富田康雄     | 富田康雄     | 熊本県         | 熊本県         | 熊本県         | 熊本県         |
| 琉薬(昭和47年5月より) | 琉薬(昭和47年5月より) | 我喜屋良徳   | 我喜屋良徳   | 我喜屋良徳   | 沖縄県         | 沖縄県         | 沖縄県         | 沖縄県         |
| --------------------- | --------------------- | ------------ | ------------ | ------------ | -------------- | -------------- | -------------- | -------------- |